# Середземноморські акацієво-арганієві сухі рідколісся
Середземноморські акацієво-арганієві сухі рідколісся та сукулентні хащі (ідентифікатор WWF: PA1203) — палеарктичний екорегіон середземноморських лісів та чагарників, розташований у Північній Африці, переважно на території Марокко, а також на півночі Західної Сахари та на сході Канарських островів.

## Географія
Екорегіон займає площу 99,619 км². Він майже повністю розташований в межах Марокко, а також поширюється на північно-західну частину Західної Сахари. До нього також входять два найсхідніші острови Канарського архіпелагу, Фуертевентура і Лансароте, а також сусідні острівці архіпелагу Чініхо. Екорегіон також пошиюється на крайній захід Алжирської Сахари в районі Тіндуфу, поблизу кордону з Марокко. На материку екорегіон займає атлантичну прибережну рівнину, низовини регіонів Марракеш — Сафі та Бені-Меллаль — Хеніфра, долини річок Сус і Драа, а також західні частини гір Високого Атласу та Антиатласу.
Порівняно з рештою Канарських островів, острови східної групи набагато нижчі та старші, їхній вік приблизно становить від 16 до 20 мільйонів років. Канарські острови мають вулканічне походження, але жоден з цих двох островів не є активним вулканом. Крім того, їх ландшафт менш суворий, ніж ландшафт інших островів, а найвища точка становить лише 807 м над рівнем моря. Материкова частина екорегіону відносно пласка і розташована на висоті нижче 800 м над рівнем моря; висота зростає в напрямку до Атлаських гір, які на сході формують кордон між цим екорегіоном та середземноморськими рідколіссями і лісами. Материкові породи різноманітні, включають вапнякові та піщані відклади крейдового та кайнозойського походження. Ґрунти відносно бідні.
Екорегіон середземноморських акацієво-арганієвих сухих рідколісь і сукулентних хащів на півночі межує з регіоном середземноморських рідколісь та лісів, на сході — з північносахарськими степами та рідколіссями, на півдні — з атлантичною прибережною пустелею, а на заході з Атлантичним океаном.

## Клімат
В межах екорегіону панує середземноморський та семіаридний, місцями навіть аридний клімат. Загалом у регіоні випадає в середньому від 100 до 500 мм опадів на рік, а в найбільш посушливих частинах екорегіону — лише 50 мм опадів на рік. Зима м'яка і не морозна, а літо відносно прохолодне завдяки пом’якшувальному впливу океану (особливо на Канарських островах). Середня температура становить від 18 до 20 °C. Проте всередині країни, поблизу пустелі Сахара, стовпчик термометра може досягати 50 °C.

## Флора
Основними рослинними угрупованнями цього екорегіону є ліси, де домінують арганові дерева (Argania spinosa) і різні види акацій, та сукулентні зарості, де домінують молочаї (Euphorbia).
Арганієві ліси займають площу близько 6500 км² на південному заході Марокко. Окрім Argania spinosa, в цих лісах також зростають Periploca laevigata, Senecio anteuphorbium, Launaea arborescens, Warionia saharae, Vachellia gummifera, Searsia tripartita, Withania frutescens, Euphorbia officinarum, Cytisus albidus, Ephedra altissima і Tetraclinis articulata. Загалом межі екорегіону збігаються з межами поширення арганієвих лісів. З аргановими деревами часто асоціюються кущі Vachellia gummifera. Інші акації, такі як Vachellia tortilis і Vachellia flava, є найпоширенішими видами у внутрішній частині екорегіону і широко поширені по всій пустелі Сахара. Balanites aegyptiaca та Maerua crassifolia зазвичай ростуть серед акацієво-арганієвих заростей у східній частині екорегіону.
В глибині країни арганові ліси змінюються сукулентними хащами молочаю. У північно-західній частині Марокко поширені три сукулентні та два деревні види молочаю. За винятком Euphorbia resinifera, всі вони досягають найбільших розмірів у приморських районах, де часто трапляються тумани, а літні температури м'якіші. В Алжирі арганія росте виключно в тимчасових руслах річок. У цих районах з арганією асоціюються такі рослини, як Launaea arborescens, Senecio anteuphorbium, Waronia saharae, Euphorbia balsamifera і Vachellia gummifera
На Канарських островах флора більш різноманітна і включає більшу кількість ендемічних видів, ніж на материковій частині екорегіону. Загалом на архіпелазі зростає близько 500 ендемічних видів рослин і 20 ендемічних родів. У межах цього екорегіону на вкритих лавою землях Національного парку Тіманфая зростає 3 види рослин, ендемічних для Лансароте: Echium lancerottense, Asteriscus intermedius і Polycarpaea robusta. На прибережних дюнах Лансароте і Фуертевентури зустрічаються як місцеві ендеміки, такі як Androcymbium psammophilum, так і види, що походять із Північної Африки, такі як Limonium tuberculatum і Traganum moquinii. Ендеміком Фуертевентури є кактусоподібний молочай Euphorbia handiensis.
Нещодавно на африканському континенті був виявлений новий підвид драконового дерева (D. draco subsp. ajgal), виду, який раніше вважався ендемічним для Канарських островів. Ці реліктові дерева зустрічаються в каньйоні річки Масса у західній частині Антиатласу, прямо в центрі екорегіону. Незважаючи на дуже обмежену територію, було нараховано кілька тисяч екземплярів цієї рослини, які складають найбільшу реліктову популяцію цього підвиду.

## Фауна
Фауна материкової частини екорегіону представлена сумішшю видів палеарктичного і афротропічного походження, а також деякими ендемічними формами. Серед поширених тут ссавців слід згадати медоїда (Mellivora capensis), єгипетського мангуста (Herpestes ichneumon), атлаську вивірку (Atlantoxerus getulus), північноафриканського стрибунця (Petrosaltator rozeti), піщанку Хуґстрала (Gerbillus hoogstraali), берберійську смугасту трав'яну мишу (Lemniscomys barbarus) та дику свиню (Sus scrofa).
Досить рідкісними є каракал (Caracal caracal) і степовий кіт (Felis lybica), а також газель-доркас (Gazella dorcas), газель Кюв’є (Gazella cuvieri) і гривастий баран (Ammotragus lervia), яким загрожують браконьєри. Річкова видра (Lutra lutra) зрідка трапляється, однак є надзвичайно рідкісною. В екорегіоні розташована важлива орнітологічна територія — національний парк Сус-Масса, який є прихистком для колонії марокканських ібісів-лисоголовів (Geronticus eremita). Цей птах трапляється майже виключно в цьому екорегіоні. В марокканській провінції Ес-Сувейра зустрічаються такі види, як африканські яйцеві змії (Dasypeltis scabra), смугасті ховрахи (Euxerus erythropus) і темні яструби-крикуни (Melierax metabates). Серед метеликів цієї території численні палеоендемічні види, релікти кайнозойської ери. В межах екорегіону зустрічаються такі види лускокрилих, як Zerynthia rumina, Tarucus rosacea, Colotis evagore та Gegenes nostrodamus.
Канарська білозубка (Crocidura canariensis) є єдиним ендемічним ссавцем острівної частини цього екорегіону. Також ендеміками Лансароте і Фуертевентури, а також менших острівців, пов'язаних з ними, є канарський стінний гекон (Tarentola angustimentalis) і атлантична ящірка (Gallotia atlantica) з двома підвидами G. a. atlantica і G. a. mahoratae. В острівній частині екорегіону також зустрічається ендемічна канарська трав'янка (Saxicola dacotiae) та ендемічні підвиди звичайного боривітра (Falco tinnunculus dacotiae), західного джека (Chlamydotis undulata fuertaventurae), крапчастої сипухи (Tyto alba gracilirostris) та степового лежня (Burhinus oedicnemus insularum). Існує також низка видів і підвидів, яких цей екорегіон розділяє з екорегіоном сухих лісів і рідколісь Канарських островів. Серед них — канарський серпокрилець (Apus unicolor), архіпелаговий щеврик (Anthus berthelotii), підвиди звичайного канюка (Buteo buteo]] insularum), піренейської кропив'янки (Sylvia conspicillata orbitalis), сірого сорокопуда (Lanius excubitor koenigi), сірого жайворонка (Alaudala rufescens rufescens) і коноплянки (Linaria cannabina harterti). Острівні безхребетні ще не були достатньо вивчені і здебільшого залишаються невідомими. Euchloe hesperidum, поширений на Фуертевентурі представник родини біланових (Pieridae), є єдиним метеликом, ендемічним для острівної частини цього екорегіону.

## Збереження
Зовнішній вигляд Канарських островів значно змінився після колонізації європейцями у XV столітті. Крім того, різні середовища існування вже були фрагментовані через їх первинне поширення на різних островах архіпелагу. На кожному з цих островів первинний рослинний покрив є більш чи менш фрагментованим залежно від кліматичних умов та історії освоєння їх людьми. Первинні природні угруповання на островах цього екорегіону (на Фуертевентурі, Лансароте і сусідніх островах), збереглися набагато краще, ніж на західних островах архіпелагу, завдяки меншій кількості жителів і значно більш посушливому клімату, загалом не сприятливому для ведення сільського господарства. На жаль, вони сильно постраждали від надмірного випасу худоби. Тим не менш, в останні десятиліття спостерігається збільшення програм збереження та захисту навколишнього середовища, що стимулюється великою кількістю туристів, які відвідують ці острови щороку. Хоча туризм призвів до надмірної експлуатації та деградації деяких територій, мережі заповідних територій більш-менш вдалося стабілізувати екологічну ситуацію на більшості островів.
У Марокко арганієві ліси становлять близько 7% лісового покриву країни, а також відіграють важливу екологічну та соціально-економічну роль. Арганові дерева дають можливість отримувати олію, мед, деревне вугілля та будівельну деревину, випасати худобу. Їхня експлуатація забезпечує виживання двох мільйонів жителів. Арганії також створюють тінь і дуже важливі для збереження ґрунту. У регіоні Ес-Сувейра щороку виробляється від 1000 до 2000 тонн арганової олії. Незважаючи на їхню важливість, 20 км² арганових заростей знищували щороку між 1918 і 1924 роками на користь розширення міст та іншої людської діяльності. З 1925 року вид охороняється законом, який регламентує право його використання місцевими жителями. Однак заростям арганії все ще загрожує продовження деградації через відмову від традиційного господарювання та надмірну експлуатацію. Випас численних стад тварин в заростях арганії лише погіршує і без того складну ситуацію. Щороку втрачається близько 6 км² заростей цієї рослини.
Оцінка 2017 року показала, що 17 725 км², або 18% екорегіону, є заповідними територіями. Природоохоронні території в Марокко включають: Арганієвий біосферний заповідник та національні парки Сус-Масса і Хеніфісс. Природоохоронні території на сході Канарського архіпелагу включають національний парк Тіманфая, природний парк архіпелагу Чініхо, вулканічний природний парк (Лансароте), природний парк Хандія та природний парк Корралехо (Фуертевентура).